# Vaulx-en-Velin - La Soie (metrostation)
Vaulx-en-Velin - La Soie is een metrostation en het eindpunt van lijn A van de metro van Lyon in de Franse stad Vaulx-en-Velin, een voorstad van Lyon. Het is geopend op 2 oktober 2007, tot die tijd was station Laurent Bonnevay - Astroballe eindpunt van lijn A. Het idee deze lijn door te trekken tot Vaulx-en-Velin bestond al langer, en door de aanwezigheid van het depot La Poudrette was dit ook vrij gemakkelijk te realiseren.
Boven de grond is bij dit station een verkeersknooppunt aangelegd, met een tramstation bediend door de T3, T7 en de Rhônexpress en een P+R. Verder bedient het station de woonwijk La Soie ('Zijde'), genoemd naar een inmiddels gesloten fabriek in kunstzijde. In La Soie is ook een groot cinemacomplex gevestigd. In de nabijheid is er een hippodroom.
In tegenstelling tot de meeste stations van de Lyonneze metro, is aan het uiterlijk van dit station veel zorg besteed in materiaalkeuze en aankleding.